# Макелари
Макелари или Макеларе (алб. Maqellarë) је насељено место у општини Дибер у округу Дибер, Албанија. Према попису из 2001. године било је 1.132 становника.
Према бугарском географу и историчару, Василу Канчову, у Макеларима је 1900. године живело 210 Словена хришћана и 240 Словена муслимана. Српски историчар и етнограф Јован Хаџи-Васиљевић, 1924. године наводи да Макелари имају преко 500 житеља, углавном Словена муслимана, али има и Словена хришћана.